# Cylindrolaimus monhystera
Cylindrolaimus monhystera is een rondwormensoort uit de familie van de Diplopeltidae.